# 종영
종영(鍾嶸, 468년~518년)은 남북조 시대에 생존했던 중국 전통 시학 부문의 주도적인 학자이다. 하남성에서 태어났다. 그의 대표적인 글은 《시평》(詩評)이며 이후 북송 시기에 《시품》(詩品)으로 제목이 변경되었다. 이 얇은 책은 중국의 시인들과 그들의 시가를 맛볼 수 있는 현존하는 책들 가운데 최초의 것이다. 도입부는 심오한 시적 이론을 다룬다. 초반에 시가 무엇인지 정의하고 도교의 주된 개념 기(气)의 개념과 이를 연결시킨다.